# Edmond Louis Dupain

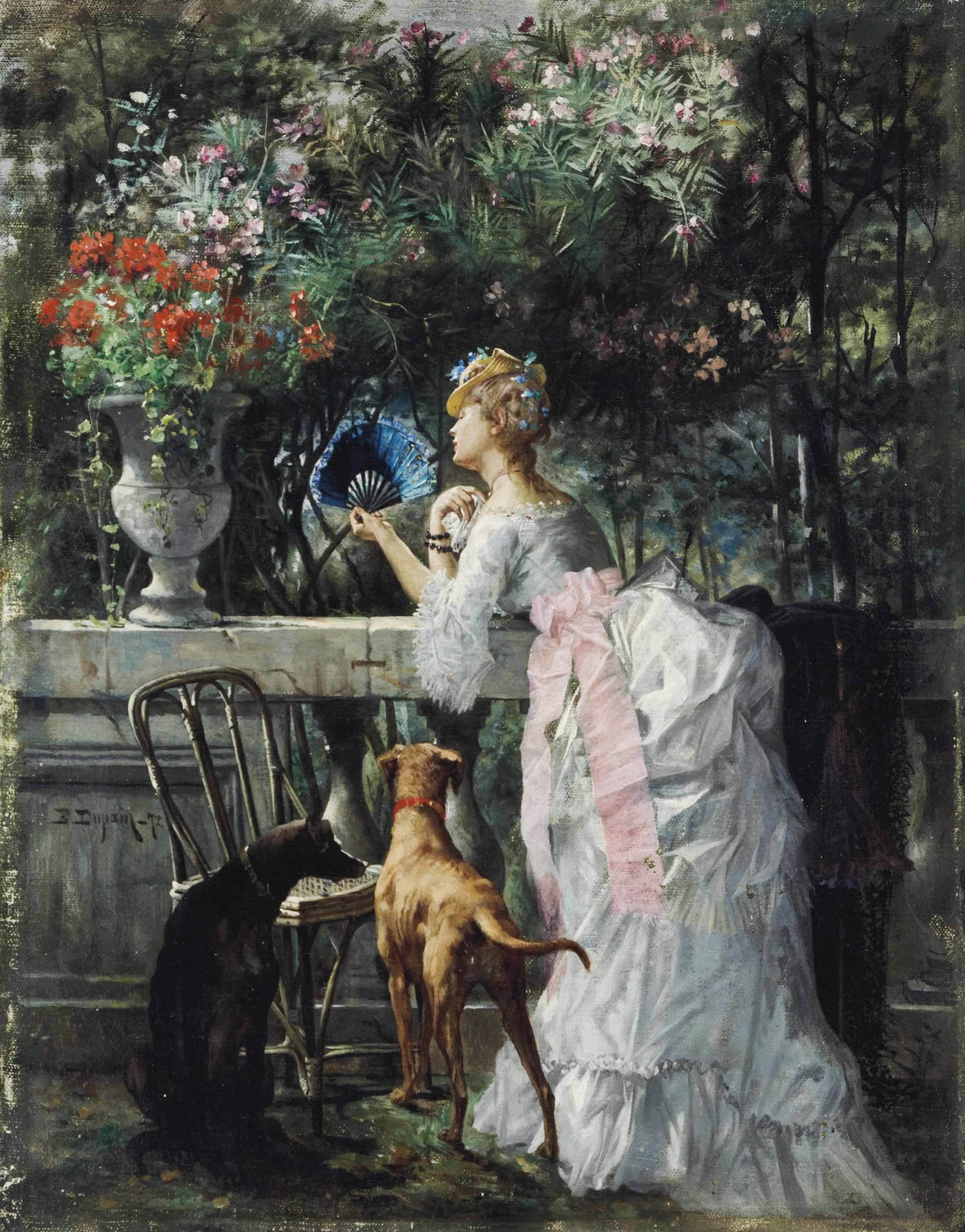
Dame im Park mit Hunden

Edmond Louis Dupain (* 13. Januar 1847 in Bordeaux; † 10. August 1933 in Paris) war ein französischer Maler und Zeichenlehrer.
Edmond Louis Dupain besuchte von 1861 bis 1865 die städtische Zeichenschule von Bordeaux, wo er bei Jean-Marie Oscar Gué (1809–1877) studierte. Dank eines Stipendiums der Stadt Bordeaux studierte er ab 1867 an der École des Beaux-Arts in Paris bei Alexandre Cabanel (1823–1889).
Er debütierte 1870 im Salon de Paris mit einem mythologischen Gemälde „Der Tod der Nymphe Hesperia“. Er stellte seine Werke auch in den nächsten Jahren im Salon aus, wurde 1883 Mitglied der Société des Artistes Français und erhielt 1875 die Medaille der 3. Klasse und 1877 der 1. Klasse.
Er nahm an der Weltausstellung Paris 1878 teil und erhielt eine ehrenvolle Erwähnung. Auf der Weltausstellung Paris 1889 gewann er eine Bronzemedaille. Er unterrichtete an der Académie Colarossi und war ab 1879 als „Professeur de Dessin“ (Zeichenlehrer) an der École polytechnique tätig. Dupain wurde 1894 zum Ritter und 1924 zum Offizier der Ehrenlegion ernannt.